# Коригум
Коригум или Топи (Damaliscus korrigum) е вид антилопа от род Damaliscus. Местното име Топи се използва за представителите на два от трите му подвида D. k. jimela и D. k. topi, докато името Коригум се използва за основния подвид D. k. korrigum. Заедно с Лиророгата антилопа и Бангвеулския бубал са били обединени в общ вид.

## Разпространение и местообитание
Видът обитава савани, полупустини и заливни долини в Субсахарска Африка. Видът е разпространен от атлантическото крайбрежие и страните от Гвинейския залив на запад до Кения и Танзания на изток. От оригиналното си местообитание видът е изчезнал в Бурунди, Гамбия, Гвинея Бисау, Мавритания и Сенегал.

## Морфологични особености
Топи са с продълговати глави, обособени гърбица в основата на врата и червеникаво-кафява козина. Теглото варира от 75 - 160 kg и височина при холката 100 - 130 cm. При заплаха достигат скорост на бягане от 70 km/h.

## Подвидове
Видът има три подвида както следва:
- Damaliscus korrigum korrigum Ogilby, 1836 – Коригум
- Damaliscus korrigum jimela Matschie, 1892 – Топи (разпространен в ДР Конго, Кения, Руанда, Танзания и Уганда. Подвидът е изчезнал в Бурунди)
- Damaliscus korrigum topi Blaine, 1914 – Крайбрежно Топи